# انرژی پیوند
در شیمی، انرژی پیوند (BE)، که متوسط آنتالپی پیوند یا میانگین آنتالپی پیوند نیز نامیده می‌شود، برابر با میزان قدرت یک پیوند شیمیایی است. آیوپاک انرژی پیوند را به صورت میانگین مقدار انرژی تفکیک پیوند برای پیوندهای یکسان در یک ماده در فاز گازی (معمولاً در دمای {\displaystyle 298.15^{\circ }K}) تعریف کرده است. هر چه متوسط انرژی پیوند به ازای هر جفت الکترون پیوندی بیشتر باشد مولکول پایدار تر است و انرژی کمتری دارد.
انرژی تفکیک پیوند (آنتالپی) با نام‌های انرژی شکست پیوند، انرژی پیوند، قدرت پیوند یا انرژی اتصال (مخفف: BDE , BE، یا D) نیز شناخته می‌شود. این کمیت به صورت میزان تغییرات آنتالپی {\displaystyle \Delta H} واکنش شکستن پیوند تعریف می‌شود. این واکنش به صورت زیر رخ می‌دهد:
{\displaystyle {\ce {R-X -> R^. + X.}}}
و بیان آن به این صورت است: «میزان انرژی مورد نیاز برای شکستن یک پیوند و تبدیل مولکول فاز گازی به اتم‌های سازنده».
BDE که با {\displaystyle D^{\circ }(R-X)} نشان داده می‌شود، معمولاً از معادله ترموشیمیایی مشتق شده است که:
{\displaystyle {\begin{array}{lcl}\mathrm {D^{\circ }(R-} X)\ =\Delta H_{f}^{\circ }\mathrm {(R)} +\Delta H_{f}^{\circ }(X)-\Delta H_{f}^{\circ }(\mathrm {R} X)\end{array}}}
آنتالپی تشکیل {\displaystyle \Delta H_{f}^{\circ }} تعداد زیادی اتم، رادیکال‌های آزاد، یون‌ها، خوشه‌ها و ترکیبات در وب‌سایت‌های NIST، NASA , CODATA و IUPAC در دسترس است. اکثر نویسندگان ترجیح می‌دهند از مقادیر BDE در دمای {\displaystyle 298.15^{\circ }K} استفاده کنند.
به عنوان مثال، انرژی پیوند کربن - هیدروژن در متان BE (C-H) برابر تغییر آنتالپی ({\displaystyle \Delta H}) شکست یک مولکول متان به یک اتم کربن و چهار رادیکال هیدروژن، تقسیم بر چهار است. مقدار دقیق برای یک جفت خاص از عناصر پیوندی بسته به مولکول خاص تا حدودی متفاوت است، بنابراین انرژی‌های پیوند جدول‌بندی شده معمولاً میانگین‌هایی از تعدادی گونه‌های شیمیایی معمولی انتخاب شده که حاوی آن نوع پیوند هستند.
انرژی پیوند (BE) میانگین تمام انرژی‌های تفکیک پیوند یک نوع پیوند در یک مولکول معین است. انرژی‌های تفکیک پیوند چندین پیوند مختلف یک نوع پیوند می‌تواند حتی در یک مولکول واحد متفاوت باشد. به عنوان مثال، یک مولکول آب از دو پیوند O-H تشکیل شده است که به صورت H-O-H در مولکول قرار دارند. انرژی پیوند برای H 2 O میانگین انرژی مورد نیاز برای شکستن هر یک از دو پیوند O-H به ترتیب است:
{\displaystyle {\begin{array}{lcl}\mathrm {H-O-H} &\rightarrow &\mathrm {H\cdot +\cdot O-H} &,D_{1}\\\mathrm {\cdot O-H} &\rightarrow &\mathrm {\cdot O\cdot +\cdot H} &,D_{2}\\\mathrm {H-O-H} &\rightarrow &\mathrm {H\cdot +\cdot O\cdot +\cdot H} &,D=(D_{1}+D_{2})/2\\\end{array}}}
اگرچه این دو پیوند در مولکول متقارن اصلی دارای BE برابر هستند، انرژی تفکیک پیوند یک پیوند اکسیژن-هیدروژن، بسته به اینکه آیا اتم هیدروژن دیگری به اتم اکسیژن پیوند دارد یا نه، کمی متفاوت است. و در صورت وجود الکترون جفت نشده باید انرژی بیشتری به مولکول بدهیم تا پیوند مورد نظر بشکند بنابراین می‌توان نتیجه گرفت که {\displaystyle D1<D2} است.